# Dzsenifer Marozsán
Dzsenifer Marozsán (Budapeste, 18 de abril de 1992) é uma futebolista profissional alemã que atua como meia. Ela foi eleita três vezes seguidos como Melhor Jogadora de futebol alemã.

## Carreira
Dzsenifer Marozsán é filha de pai húngaro e nasceu na capital do país. Porém, ela fez parte do elenco da Seleção Alemã de Futebol Feminino, nas Olimpíadas de 2016, onde conquistou ouro. Também foi chamada para a Copa do Mundo de Futebol Feminino de 2019, na França. 

## Títulos

### Eintracht Frankfut
- Liga dos Campeões Feminina da UEFA: 2014/15
- Copa da Alemanha de Futebol Feminino: 2010/11 e 2013/14

### Olympique Lyon
- Liga dos Campeões Feminina da UEFA: 2016/17, 2017/18 e 2018/19
- Campeonato Francês de Futebol Feminino: 2016/17, 2017/18 e 2018/19
- Challenge de France: 2016/17 e 2018/19

### Pela seleção
- Jogos Olímpicos Rio 2016
- Campeonato Europeu de Futebol Feminino: 2013
- Campeonato Mundial Feminino Sub-20: 2010

### Prêmios Individuais
- Melhor Jogadora alemã: 2017, 2018 e 2019[1]